# Lyces tamara
Lyces tamara là một loài bướm đêm thuộc họ Notodontidae. Nó được tìm thấy ở miền nam México và Guatemala.